# Phyllonorycter stephanandrae
Phyllonorycter stephanandrae är en fjärilsart som först beskrevs av Tosio Kumata 1967.  Phyllonorycter stephanandrae ingår i släktet guldmalar, och familjen styltmalar. Inga underarter finns listade i Catalogue of Life.